# Eugène Joseph Delporte
Pour les articles homonymes, voir Delporte.
Eugène Joseph Delporte, né le 10 janvier 1882 à Genappe et mort le 19 octobre 1955 à Uccle, est un astronome belge.

## Biographie
Il travailla à l'observatoire royal de Belgique, situé dans la commune d'Uccle (d'après laquelle l'astéroïde (1276) Ucclia est nommé).
Il découvrit un total de 66 astéroïdes. Parmi ses découvertes les plus notables, on compte (1221) Amor (qui donna son nom aux astéroïdes Amor) et l'astéroïde Apollon (2101) Adonis. Il découvrit ou codécouvrit également quelques comètes, dont la comète périodique 57P/du Toit-Neujmin-Delporte. 
En 1930, il fixa les limites modernes entre toutes les constellations du ciel, en suivant des lignes d'ascension droite et de déclinaison de l'époque B1875.0.

## Postérité
Le cratère Delporte sur la Lune porte son nom.

## Liste desplanètes mineuresdécouvertes
| (1052) Belgica     | 15 novembre 1925  |
| (1068) Nofretete   | 13 septembre 1926 |
| (1122) Neith       | 17 septembre 1928 |
| (1124) Stroobantia | 6 octobre 1928    |
| (1128) Astrid      | 10 mars 1929      |
| (1145) Robelmonte  | 3 février 1929    |
| (1168) Brandia     | 25 août 1930      |
| (1170) Siva        | 29 septembre 1930 |
| (1176) Lucidor     | 15 novembre 1930  |
| (1199) Geldonia    | 14 septembre 1931 |
| (1217) Maximiliana | 13 mars 1932      |
| (1221) Amor        | 12 mars 1932      |
| (1222) Tina        | 11 juin 1932      |
| (1239) Queteleta   | 4 février 1932    |
| (1261) Legia       | 23 mars 1933      |
| (1274) Delportia   | 28 novembre 1932  |
| (1276) Ucclia      | 24 janvier 1933   |
| (1280) Baillauda   | 18 août 1933      |
| (1285) Julietta    | 21 août 1933      |
| (1288) Santa       | 26 août 1933      |
| (1290) Albertine   | 21 août 1933      |
| (1291) Phryné      | 15 septembre 1933 |

| (1293) Sonja       | 26 septembre 1933 |
| (1294) Antwerpia   | 24 octobre 1933   |
| (1329) Eliane      | 23 mars 1933      |
| (1341) Edmée       | 27 janvier 1935   |
| (1350) Rosselia    | 3 octobre 1934    |
| (1361) Leuschneria | 30 août 1935      |
| (1363) Herberta    | 30 août 1935      |
| (1366) Piccolo     | 29 novembre 1932  |
| (1374) Isora       | 21 octobre 1935   |
| (1375) Alfreda     | 22 octobre 1935   |
| (1388) Aphrodite   | 24 septembre 1935 |
| (1401) Lavonne     | 22 octobre 1935   |
| (1433) Geramtina   | 30 octobre 1937   |
| (1476) Cox         | 10 septembre 1936 |
| (1486) Marilyn     | 23 août 1938      |
| (1491) Balduinus   | 23 février 1938   |
| (1493) Sigrid      | 26 août 1938      |
| (1543) Bourgeois   | 21 septembre 1941 |
| (1560) Strattonia  | 3 décembre 1942   |
| (1664) Félix       | 4 février 1929    |
| (1672) Gezelle     | 29 janvier 1935   |
| (1698) Christophe  | 10 février 1934   |

| (1707) Chantal     | 8 septembre 1932  |
| (1711) Sandrine    | 29 janvier 1935   |
| (1722) Goffin      | 23 février 1938   |
| (1724) Vladimir    | 28 février 1932   |
| (1754) Cunningham  | 29 mars 1935      |
| (1848) Delvaux     | 18 août 1933      |
| (1878) Hughes      | 18 août 1933      |
| (1926) Demiddelaer | 2 mai 1935        |
| (2101) Adonis      | 12 février 1936   |
| (2213) Meeus       | 24 septembre 1935 |
| (2276) Warck       | 18 août 1933      |
| (2331) Parvulesco  | 12 mars 1936      |
| (2534) Houzeau     | 2 novembre 1931   |
| (2545) Verbiest    | 26 janvier 1933   |
| (2713) Luxembourg  | 19 février 1938   |
| (2819) Ensor       | 20 octobre 1933   |
| (2913) Horta       | 12 octobre 1931   |
| (3534) Sax         | 15 décembre 1936  |
| (3567) Alvema      | 15 novembre 1930  |
| (3605) Davy        | 28 novembre 1932  |
| (6354) Vangelis    | 3 avril 1934      |
| (7043) Godart      | 2 septembre 1934  |